# 相沢忠洋
相沢 忠洋（あいざわ ただひろ、相澤 忠洋、1926年〈大正15年〉6月21日 - 1989年〈平成元年〉5月22日）は、日本の考古学者。東京都大田区羽田 (大田区)生まれ。納豆などの行商をしながら独学で考古研究を行っていたが、1949年（昭和24年）に群馬県新田郡笠懸村（現・みどり市）（岩宿遺跡）の関東ローム層から黒曜石で作られた打製石器を発見し、それまで否定されてきた日本列島の旧石器時代の存在を証明した。

## 功績

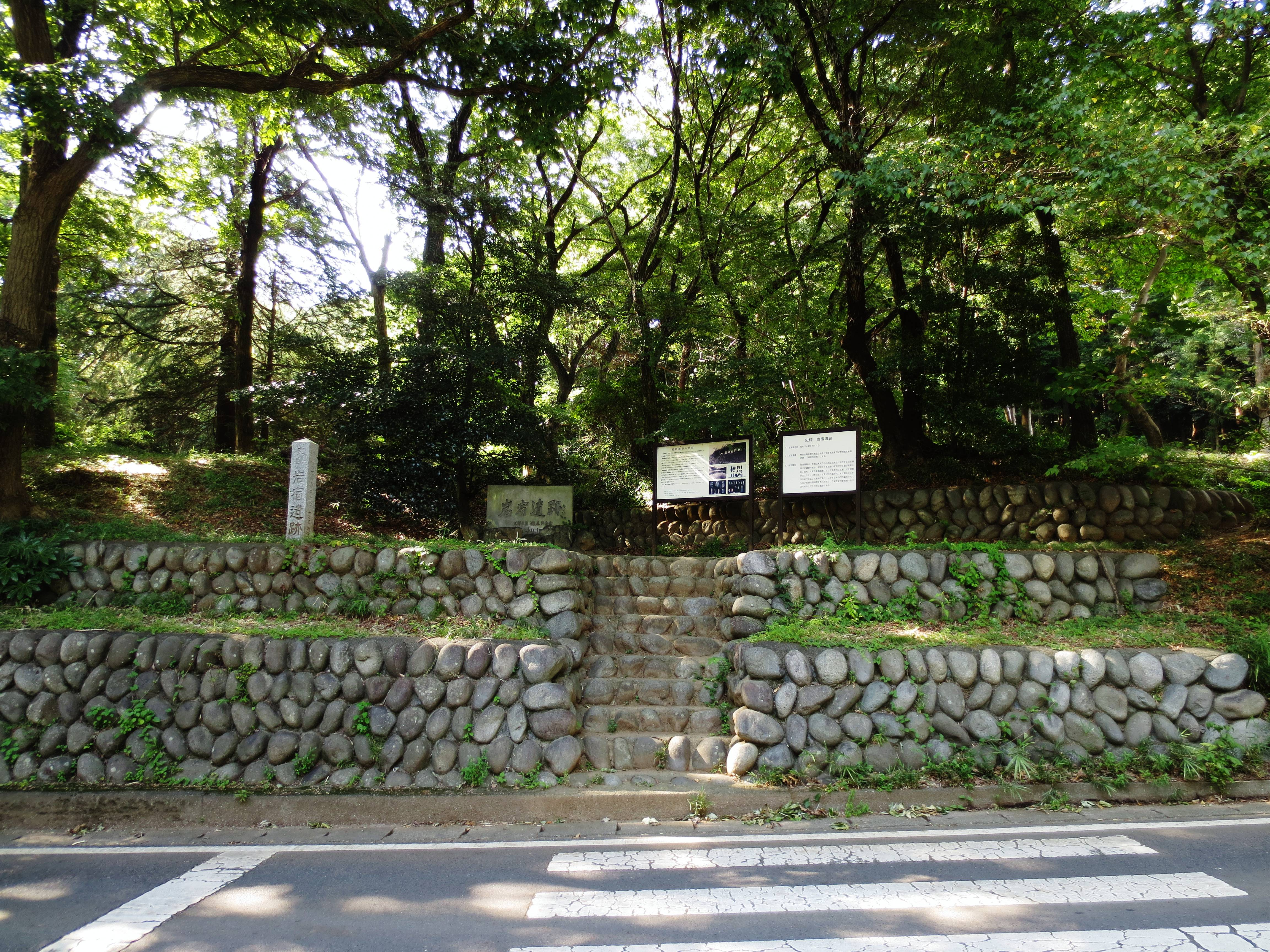
史跡・岩宿遺跡

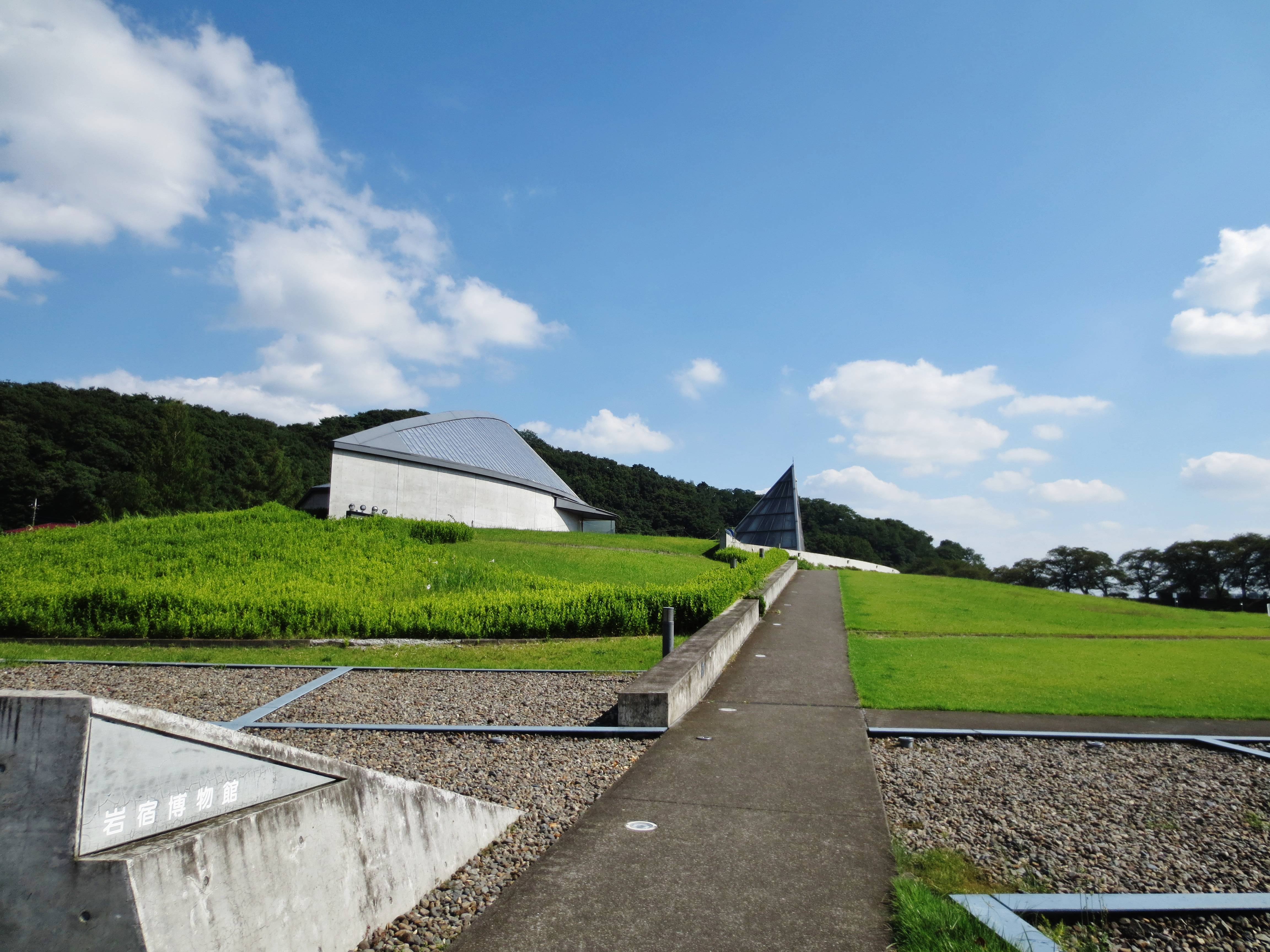
岩宿博物館

1949年（昭和24年）以前、日本における人類の歴史は縄文時代からとされており、旧石器時代の存在は否定されていた。特に火山灰が堆積した関東ローム層の年代は激しい噴火のため人間が生活できる自然環境ではなかったと考えられており直良信夫などによる旧石器の発見が報告されることはあったが、激しい批判にさらされていた。
そうした時代背景の中で、1946年（昭和21年）、相沢は、岩宿の切り通し関東ローム層露頭断面から、石器（細石器）に酷似した石片を発見した。ただし旧石器と断定するまでには至らず、確実な旧石器を採取するため、相沢は岩宿での発掘を独自に続けていった。
1949年（昭和24年）夏、相沢は岩宿の関東ローム層中から明らかに人工品と認められる槍先形石器（黒曜石製の尖頭器）を発見した。相沢は岩宿の切り通しの崖面から採取した石器や石片を携行して考古学者を訪ねては赤土からも石器が出土する事実を説明して回ったが、まともに取り合う学者はいなかった。この説明のために相沢は桐生から東京までの長距離を自転車で行き来した。
同年初秋、この石器を相沢から見せられた明治大学学部生芹沢長介（当時）は、同大学助教授杉原荘介（当時）に連絡し、黒曜石製の両面調整尖頭器や小形石刃などの石器を見せた。赤土の中から出土するという重大性に気づいて、同年9月11日 - 13日、岩宿の現地で、杉原、芹沢、岡本勇、相沢ら6人で小発掘(本調査に先立つ予備調査)が行われた。そして、11日、降りしきる雨の中をも厭わず掘り続け、杉原の手により、卵形の旧石器が発掘された。後に刃部磨製石斧と名付けられる。9月20日、東京に帰った杉原はこの発掘の結果を主要新聞に発表した。
その後、同年10月2日から10日あまりにわたって、杉原を隊長とする明治大学を中心とした発掘調査隊が岩宿遺跡の本格的な発掘を実施し、その結果、旧石器の存在が確認され、縄文時代に先行し土器や石鏃を伴わない石器文化の存在が確実な事実となり、旧石器時代の存在が証明されることとなった。また、日本列島の人類史の始まりを一挙に万をもって数えられる更新世に遡らせた。
しかし、当時この重大な発見について、学界や報道では相沢の存在はほとんど無視された。明治大学編纂の発掘報告書でも、相沢の功績はいっさい無視され、単なる調査の斡旋者として扱い、代わりに旧石器時代の発見は、すべて発掘調査を主導した杉原荘介の功績として発表した。さらには、相沢に対して学界の一部や地元住民から売名・詐欺師など、事実に反する誹謗・中傷が加えられた。この頃の郷土史界は地元の富裕層（大地主、大商人、庄屋などいわゆる旦那衆）や知識層（教員、医師、役人など）などで構成されており、岩宿遺跡の存在する北関東も例外ではなかった。このため、これといった学歴も財産も有しない相沢の功績をねたみ、「行商人風情が」などと蔑視し、彼の功績を否定する向きもあったという。
だが、相沢の考古学への情熱は冷めることはなく、地道な研究活動を続け、数多くの旧石器遺跡を発見した。次第に相沢への不当な批判は消えていき、日本の旧石器時代の存在を発見した考古学者として正当な評価がようやくなされ、1967年（昭和42年）には第1回吉川英治文化賞を受賞した。岩宿の発見から18年後のことである。晩年は、最古の旧石器を求めて夏井戸遺跡（桐生市）の発掘に精魂を傾けた。
1989年（平成元年）5月22日、桐生厚生病院にて脳内出血の再発により午前7時38分死去。同日、国から勲五等瑞宝章が贈られた。
11月5日、笠懸村より名誉村民第一号の称号が贈呈された。

## 生涯
- 1926年（大正15年）、東京・羽田で出生。
- 1934年（昭和9年）、鎌倉へ転居。このとき考古学への興味を抱いた。
- 1935年（昭和10年）、両親離婚。その後父と一緒に群馬県桐生へ移住するが、ほどなく小僧奉公に出され孤独の境遇となった。青年学校が最終学歴。
- 1944年（昭和19年）、海兵団へ入団。駆逐艦「蔦」 乗組。
- 1945年（昭和20年）、終戦とともに桐生へ復員。幼少からの考古学への思いは断ち切れず、考古研究の時間が取りやすい小間物（後には納豆）の行商を始め、行商しながら[4]赤城山麓の各地で遺跡を調べたり土器・石器の採取を行う。
- 1949年（昭和24年）、岩宿で発見した石器が旧石器かどうか鑑定してもらうため、東京へ行き、生涯の師となる芹沢長介（明治大学大学院生、後の東北大学教授）と出会う。その後、相沢は芹沢から考古学上のアドバイスを得るため、たびたび、桐生から東京までの約120kmを自転車により日帰り往復していた。
- 1955年（昭和30年）、結婚。
- 1961年（昭和36年）、群馬県から表彰を受章。
- 1967年（昭和42年）、吉川英治文化賞を受賞。
- 1972年（昭和47年）、宇都宮大学で講師を務める。
- 1973年（昭和48年）、妻死去。
- 1977年（昭和52年）、相沢千恵子（後の相沢忠洋記念館館長）と再婚。
- 1989年（平成元年）、死去。勲五等瑞宝章を授与される。笠懸村より名誉村民第一号の称号贈呈。墓所は桐生市薬王寺。
- 1991年（平成3年）、相沢忠洋記念館が開館。在野の考古学研究者を対象にした相沢忠洋賞が創設される。
- 1992年（平成4年）、相澤忠洋記念館後援会の設立。

## 著書
- 1969年『「岩宿」の発見-幻の旧石器を求めて-』講談社
- 1980年『赤土への執念-岩宿遺跡から夏井戸遺跡へ-』佼成出版社
- 1988年『赤城山麓の旧石器』講談社（関矢晃との共著）

## 相沢忠洋を題材とする作品
- 『石の狩人（日本はみだし人物列伝(2)）』（作画：真崎守、原作：平見修二）- 学習研究社5年の科学1972年7月号（同タイトル1972年8月号-9月号掲載分は直良信夫を採り上げている）[5]

## 相沢忠洋賞
- 1991年9月15日、「相澤忠洋賞」を創設。

- 1992年9月15日、第1回の賞を藤村新一に贈呈。のち2000年に返納させる。

- 1993年9月15日、第2回の賞を由井茂也に贈呈。

- 1995年9月15日、第4回の賞を東北旧石器文化研究所に贈呈。のち2000年に返納させる。

- 1996年9月15日、第5回の賞を尾関清子に贈呈。

- 1999年9月10日、第7回の賞を松島栄治に贈呈。

- 2000年11月12日、第1回の藤村新一と第4回の東北旧石器文化研究所に賞を返納させる。